# Song Sung-kyu
Song Sung-kyu (ur. 1986 r. w Seulu) – południowokoreański aerobik, mistrz świata, złoty medalista World Games.
Na mistrzostwach świata w 2012 roku w Sofii zajął ósme miejsce w zawodach grupowych. W 2018 roku w Guimarães zdobył złoty medal w tańcu.
Na rozegranych we Wrocławiu World Games 2017 zajął pierwsze miejsce w tańcu, zdobywając złoto. W kroku nie zdołał awansować do finału.